# Populus adenopoda
Populus adenopoda is een soort uit de wilgenfamilie.
Populus adenopoda is een snelgroeiende bladverliezende boom met een verspreidende groeiwijze. De donkergroene glanzende bladeren zijn eirond met zacht gekartelde randen, tot 15 cm lang en 7 cm breed. De schors is lichtgrijs en gekloofd bij oudere bomen. De bloemen zijn tweehuizig en worden door de wind bestoven. De mannelijke katjes zijn tot 10 cm lang en de vrouwelijke tot 20 cm. De vruchten zijn groene capsules van 6 mm lang. Deze bevatten kleine zaden met fijne haartjes die helpen bij de verspreiding van de wind. De wortels van deze boom kunnen uitlopen als ze beschadigd zijn.
De soort komt voor in China. Aan dit land dankt Populus adenopoda ook haar Engelse naam: Chinese aspen. In China komen de bomen voor op berghellingen op hoogten van 300 - 2500 meter. Hier kunnen zij een maximale hoogte bereiken van 30 meter. Hout van de bomen wordt gebruikt in de bouw en meubelproductie, evenals in landbouwwerktuigen en houtpulp.

## Variëteiten
- Populus adenopoda var. adenopoda
- Populus adenopoda var. platyphylla  C. Wang & S. L. Tung

... ·  
P. ×acuminata · 
P. adenopoda · 
P. afghanica · 
P. alba (Witte abeel) · 
P. angustifolia (Smalbladige populier) · 
P. balsamifera (Ontariopopulier) · 
P. ×berolinensis (Siberische balsempopulier) · 
P. ×canadensis (Canadapopulier) · 
P. candicans · 
P. ×canescens (Grauwe abeel) · 
P. cathayana · 
P. davidiana · 
P. deltoides (Amerikaanse populier) · 
P. euphratica · 
P. fremontii · 
P.  grandidentata (Grofgetande populier) · 
P. guzmanantlensis ·  
P. heterophylla (Hartbladige populier) · 
P. ilicifolia · 
P. ×interamericana (Zwarte balsemhybride) · 
P. ×jackii · 
P. koreana · 
P.  lasiocarpa (Ruwe populier) · 
P. laurifolia (Laurierpopulier) · 
P. maximowiczii (Koreaanse balsempopulier) · 
P. mexicana · 
P. nigra (Zwarte populier) · 
P. nigra var. italica (Italiaanse populier) · 
P. rotundifolia · 
P. sieboldii · 
P. simonii (Chinese balsempopulier) · 
P. suaveolens · 
P. szechuanica · 
P. ×tomentosa ·  
P. tremula (Ratelpopulier) · 
P. tremuloides (Amerikaanse ratelpopulier) · 
P. trichocarpa (Zwarte balsempopulier) · 
P. tristis · 
P. wilsonii (Wilsonpopulier) · 
P. yunnanensis · 
...